# Байрам Цурри
Байрам Цурри (алб. Bajram Curri; 1862— 29 марта 1925) — албанский революционер, деятель национально-освободительного движения, считается национальным героем Албании.

## Биография
Байрам Цурри — выходец из знатной косовской семьи, жившей в Джакове, в османской провинции Румелия (ныне Джяковица, Косово). Этнический албанец.
В 1893 году Цурри участвовал в восстании в Косово во главе с Хаджи Зека (тж. Хаджия Зекена, алб. Haxhija Zekena), которое было подавлено османской армией. В 1899—1900 гг. Хаджи Зека и Иса Болетини основали Печскую лигу, которая мыслилась ими как наследница Призренской лиги 1879 года.
С 1912 года Байрам Цурри успешно боролся против младотурок. Будучи членом комитета по национальной обороне Косово, во время Первой мировой войны командовал партизанским отрядом, который сам организовал. В 1915 году стал одним из основателей Комитета национальной обороны Косово, сотрудничавшего впоследствии с Коминтерном.
В послевоенной Албании Цурри занимал различные политические посты, был министром, командующим армией. В 1922 г. Цурри поднял восстание против премьер-министра Ахмеда Зогу (будущего короля албанцев). Для Зогу вопрос самоопределения Косово не имел особой важности. В 1923 году, на албано-черногорской границе, Цурри совершил обряд побратимства с черногорским коммунистом Вукашином Марковичем.
Во время Июньской революции 1924 года Ахмед Зогу бежал из Албании в Королевство сербов, хорватов и словенцев. При его поддержке и с помощью отряда русских эмигрантов (под командованием полковника К. К. Улагая), Зогу совершил в Албании в декабре 1924 года государственный переворот — и с этого времени стал единоличным правителем страны: с января 1925 года в качестве президента республики. Цурри снова вступил с ним в ожесточённый вооружённый конфликт. В ходе боëв, его отряд был окружëн в горах правительственными войсками и в пещере Драгоби Цурри покончил жизнь самоубийством.
После прихода к власти в Албании в 1944 коммунистических властей, Б. Цурри был объявлен национальным героем и пользовался большим почëтом. Один из городов на севере Албании в 1954 был назван в его честь.
Байраму Цурри посмертно присвоено звание Героя Албании.